# Idalmis Gato
Idalmis Gato Moya (* 30. August 1971 in Camagüey) ist eine kubanische Volleyballnationalspielerin.
Gato gewann mit der kubanischen Nationalmannschaft dreimal in Folge die Goldmedaille bei den Olympischen Spielen 1992, 1996 und 2000. Hinzu kommen der Gewinn der Weltmeisterschaft 1994 und der Panamerikanischen Spiele 1995 sowie zahlreiche Medaillen beim Volleyball World Grand Prix.
1998/99 spielte Gato in Italien bei Johnson Matthey Rubiera.